# Pandémie de Covid-19 en Somalie
La pandémie de Covid-19 en Somalie démarre officiellement le 16 mars 2020. À la date du 24 octobre 2022, le bilan est de 1 361 morts.

## Chronologie
Le premier cas est constaté le 16 mars 2020, suivi par le premier décès le 8 avril.
Le 9 avril 2020, le cap des 10 cas est dépassé. Le nombre de cas est de 12.
Le 17 avril 2020, le cap des 100 cas est dépassé. Le nombre total de personnes atteintes de la Covid-19 est de 116.
Le 24 avril 2020, le cap des 10 morts est dépassé. Le nombre total de décès de la Covid-19 est de 16.
Le 10 mai 2020, le cap des 1 000 cas est dépassé. Le nombre total de cas est de 1 054.
Le 20 octobre 2020, le cap des 100 morts est atteint. Le nombre total de décès est de 101.
Le 21 mars 2021, le cap des 10 000 cas est dépassé. Le nombre total de cas est de 10 085.
Le 5 septembre 2021, la barre des 1 000 morts est dépassée. Le nombre total de décès est de 1 002.

## Statistiques

Nombre de cas en Somalie depuis le début de l'épidémie.

Nombre de morts en Somalie depuis le début de l'épidémie.